# Pfarrhaus Gingst

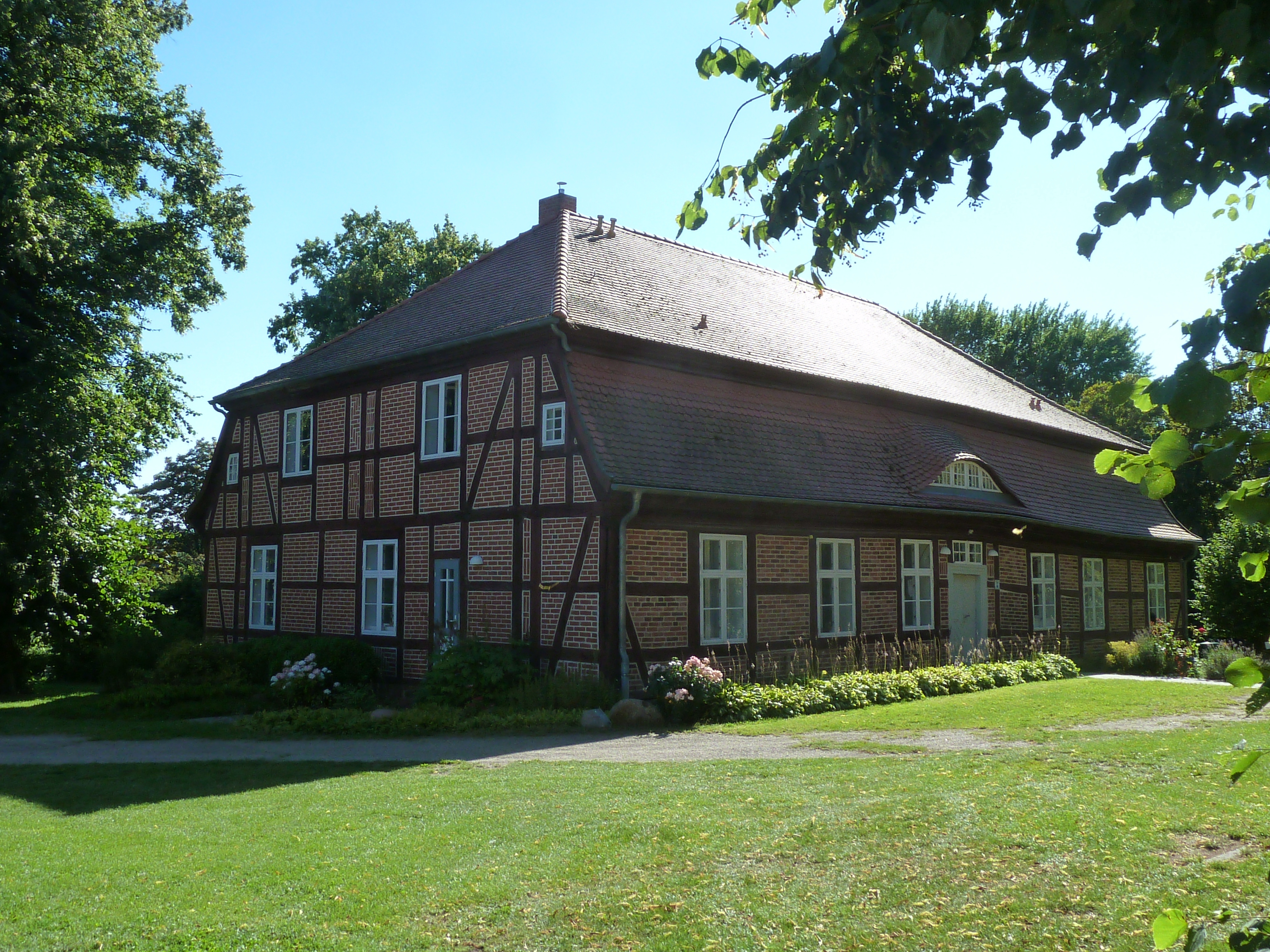
Pfarrhaus Gingst

Das Pfarrhaus Gingst in Gingst (Mecklenburg-Vorpommern), Kirchplatz 1, stammt aus dem 18. Jahrhundert. Hier hat die evangelische Kirchengemeinde Gingst ihr Gemeindebüro.
Das Gebäude steht unter Denkmalschutz.

## Geschichte
Die Gemeinde Gingst mit 1227 Einwohnern (2020) wurde 1232 als Ghynxt erstmals erwähnt.
Das eingeschossige barocke Fachwerkhaus bei der Sankt-Jacob-Kirche mit dem Feldsteinsockel, den Ausfachungen aus sichtbarem Rotstein, dem Krüppelwalmdach und Mansarddach mit der Fledermausgaube und den zwei Dachhäusern wurde 1738 gebaut und in den 1990er Jahren saniert. Die innere Raumaufteilung ist im Original erhalten.